# Fascículo longitudinal medial
El fascículo longitudinal medial ( FLM ) en neurología es un área de tractos cruzados, a cada lado del tronco encefálico. Estos haces de axones están situados cerca de la línea media del tronco encefálico. Están formados por fibras ascendentes y descendentes que surgen de varias fuentes y terminan en diferentes áreas, incluido el colículo superior, los núcleos vestibulares y el cerebelo. Contiene el núcleo intersticial de Cajal, responsable del control oculomotor, la postura de la cabeza y el movimiento ocular vertical.
El fascículo longitudinal medial es la principal conexión central para el nervio oculomotor, el nervio troclear y el nervio motor ocular externo . Lleva información sobre la dirección en la que deben moverse los ojos. Las lesiones del fascículo longitudinal medial pueden causar nistagmo y diplopía, que pueden estar asociadas con esclerosis múltiple, una neoplasia o un accidente cerebrovascular.

## Estructura
El fascículo longitudinal medial es un área de tractos nerviosos cruzados, a cada lado del tronco encefálico. Es medial y cercano a la sustancia gris periacueductal alrededor del acueducto cerebral. Se encuentra entre la médula espinal (caudalmente) y el pretectum (cranealmente). Se conecta con el colículo superior, los núcleos vestibulares y el cerebelo . Contiene el núcleo intersticial de Cajal . El fascículo longitudinal medial también contiene el núcleo intersticial rostral (riMLF), que es el centro de la mirada vertical .
Las fibras descendentes surgen del colículo superior en el mesencéfalo rostral (para los reflejos visuales), los núcleos oculomotores accesorios en el mesencéfalo rostral para el seguimiento visual y la formación reticular pontina, que facilita el tono muscular extensor. Los tractos ascendentes surgen del núcleo vestibular y terminan en el núcleo oculomotor (del nervio oculomotor, CN III), el núcleo troclear (del nervio troclear, CN IV) y el núcleo motor ocular externo (del nervio motor ocular externo, CN VI). Estos tres núcleos se encuentran junto al fascículo longitudinal medial.

## Función
El fascículo longitudinal medial lleva información sobre la dirección en la que deben moverse los ojos. Conecta los núcleos del nervio oculomotor (CN III), el nervio troclear (CN IV) y el nervio motor ocular externo (CN VI). Integra movimientos dirigidos por los centros de la mirada (campo ocular frontal) e información sobre el movimiento de la cabeza (del nervio vestibulococlear, CN VIII). Es un componente integral de los movimientos oculares sacádicos, así como del reflejo vestíbulo-ocular, y el reflejo optocinético .
También transporta el tracto tectoespinal descendente y los tractos vestibuloespinales mediales hacia la médula espinal cervical e inerva algunos músculos del cuello y las extremidades superiores.

### Reflejo vestíbulo-ocular
El fascículo longitudinal medial participa en la generación del reflejo vestíbulo-ocular. Esto se consigue mediante entradas al núcleo vestibular desde:
1. el nervio vestibulococlear (NC VIII). Esto está relacionado con los movimientos de la cabeza.
2. el flóculo del cerebelo. Esto está relacionado con los ajustes de la marcha.
3. propioceptores de cabeza y cuello y huso muscular de pie y tobillo, a través del núcleo fastigial. Esto está relacionado con la posición.

## Importancia clínica
Una lesión del fascículo longitudinal medial produce una aducción lenta o ausente del ojo ipsilateral ante la mirada contralateral. Esto suele asociarse a movimientos oculares espasmódicos involuntarios (nistagmo) del ojo en abducción, un síndrome llamado oftalmoplejía internuclear. Debido a que la esclerosis múltiple causa la desmielinización de los axones del sistema nervioso central, puede causar oftalmoplejía internuclear cuando los axones del fascículo longitudinal medial se desmielinizan. Esto se presenta como nistagmo y diplopía. Otras enfermedades desmielinizantes, así como ciertas neoplasias y accidentes cerebrovasculares, también pueden causar los mismos síntomas.

## Historia
En 1846, el neurólogo Benedict Stilling se refirió por primera vez al fascículo longitudinal medial como acústico. En 1872, Theodor Meynert lo denominó posterior. En 1891, Heinrich Schutz eligió el nombre dorsal para describir el fascículo longitudinal. Este nombre se mantuvo a pesar de que otros autores intentaron renombrarlo (periependimario de Ramón y Cajal en 1904, nubecula dorsalis de Theodor Ziehen en 1913). Finalmente, Wilhelm His Sr. cambió el nombre a medial para ajustarse a la nomenclatura de Basilea.